# مايكل فيتزجيرالد
مايكل فيتزجيرالد (مواليد 17 سبتمبر 1988) هو لاعب كرة قدم. يلعب مع منتخب نيوزيلندا لكرة القدم منذ عام 2011.

## وصلات خارجية
- مايكل فيتزجيرالد على موقع رابطة كرة القدم اليابانية للمحترفين (اليابانية)
- مايكل فيتزجيرالد على موقع قاعدة بيانات كرة القدم.إي يو (الإنجليزية)
- مايكل فيتزجيرالد على موقع ناشيونال فوتبول تيمز (الإنجليزية)
- مايكل فيتزجيرالد على موقع Soccerway.com (الإنجليزية)
- مايكل فيتزجيرالد على موقع عالم كرة القدم.نت (الإنجليزية)

- National Football Teams